# Charles Blagden
Sir Charles Blagden (Wotton-under-Edge, 17 de abril de 1748 - 1820) fue un físico y químico inglés.
Nació en Wotton-under-Edge, en el condado de Gloucestershire. Estudió medicina en Edimburgo, siendo alumno de Joseph Black, y graduándose en 1768. En aquel mismo año ejerció de oficial médico en el ejército británico, permaneciendo hasta 1814.
Entre 1782 y 1789 fue asistente de Henry Cavendish, introduciéndole en la llamada "controversia del agua", en la cual James Watt, Antoine Lavoisier, y el propio Cavendish se disputaban ser los descubridores de la síntesis del agua a partir de sus elementos. Blagden entabló buenas relaciones con los científicos franceses más importantes de la época, sobre todo con Claude Berthollet, e incluso le contó a Lavoisier la síntesis de Cavendish, experimento que Lavoisier repitió en presencia del propio Blagden. Más tarde se convertiría en secretario de la Royal Society, publicando los escritos de James Watt sobre los asuntos del agua. En realidad, la disputa resultó artificial, pues los tres llegaron a conclusiones completamente diferentes.
El trabajo de Blagden se centró en la congelación del mercurio, la súper-refrigeración del agua, y la congelación de disoluciones salinas. En 1788 descubrió la ley que lleva su nombre, la ley de Blagden, que consiste en que la reducción del punto de fusión de una disolución es proporcional a la concentración de soluto.

## Honores
En 1788 recibió la Medalla Copley, y en el año 1792 fue nombrado caballero.

## Algunas publicaciones
- Tentamen medicum inaugurale de causis apoplexiae. Edinburgh 1768. Tesis doctoral.
- Experiments and Observations in an Heated Room. En: Philosophical Transactions. vol 65, 1775, p. 111–123, doi 10.1098/rstl.1775.0013.
- Further Experiments and Observations in an Heated Room. En: Philosophical Transactions. vol 65, 1775, p. 484–494, doi 10.1098/rstl.1775.0048.
- On the Heat of the Water in the Gulf-Stream. En: Philosophical Transactions. vol 71, 1781, p. 334–344, doi 10.1098/rstl.1781.0042.
- En colaboración con Edward Nairne: Proceedings Relative to the Accident by Lightning at Heckingham. En: Philosophical Transactions.vol 72, 1782, S. 355–378, doi 10.1098/rstl.1782.0024.
- History of the Congelation of Quicksilver. En: Philosophical Transactions. vol 73, 1783, p. 329–397, doi 10.1098/rstl.1783.0022.
- An Account of Some Late Fiery Meteors; With Observations. En: Philosophical Transactions. vol 74, 1784, p. 201–232, doi 10.1098/rstl.1784.0019
- Some Observations on Ancient Inks, with the Proposal of a New Method of Recovering the Legibility of Decayed Writings. En: Philosophical Transactions. vol 77, 1787 p. 451–457, doi 10.1098/rstl.1787.0039.
- Experiments on the Cooling of Water below Its Freezing Point. En: Philosophical Transactions. vol 78, 1788, p. 125–146, doi 10.1098/rstl.1788.0011.
- Sur le Refroidissement de l'eau au-dessous du terme de la Congelation. (Extrait de la premiere partie des Transactions Philosophiques by M. Adet). En: Annales de Chimie. vol 4, 1790, p. 229–248 (en línea).
- Report on the Best Method of Proportioning the Excise upon Spirituous Liquors. En: Philosophical Transactions. vol 80, 1790, p. 321–345, doi 10.1098/rstl.1790.0022.
- Rapport sur la meilleure méthode de proportionner les droits sur les liqueurs spiritueuses. En: Annales de Chimie. vol 15, 1792, p. 37–82 (en línea).
- Some Account of the Tides at Naples. En: Philosophical Transactions. vol 83, 1793, p. 168, doi 10.1098/rstl.1793.0016.
- Sur les parties constituantes du Tannin. En: Annales de Chimie. vol 55, 1805, p. 84–86 (en línea).
- An Appendix to Mr. Ware's Paper on Vision. En: Philosophical Transactions. vol 103, 1813, p. 110–113, doi 10.1098/rstl.1813.0017.